# 阿纳恩特纳格
阿纳恩特纳格（烏爾都語發音：[ənənt̪nɑːɡ]；喀什米爾語發音：[anant̪naːɡ]，收听ⓘ），亦称伊斯兰堡（烏爾都語發音：[ɪslɑːmɑːbɑːd̪]；喀什米爾語發音：[islaːmaːbaːd̪]），是印度控制的查谟和克什米尔联邦直辖区中阿纳恩特纳格县的行政总部，位于争议地区克什米尔。 它距离该联邦直辖区首府斯利那加约53公里（33英里）。在查谟和克什米尔中，它是继斯利那加和查谟之后的第三大城市，其城市群人口为15万9838人（2011年），市政管辖范围内人口为10万9433人。

## 人口
阿纳恩特纳格的三个定义：
阿纳恩特纳格市议会（Anantnag Municipal Council）：2011年人口为109,433人，面积为15.72平方公里。
包括附属区的阿纳恩特纳格市（Anantnag city including outgrowths）：2011年人口为150,592人，面积为37.94平方公里。
阿纳恩特纳格城市群（Anantnag Urban Agglomeration）：2011年人口为159,838人，面积为40.44平方公里。

### 2001年
该地2001年总人口63437人，其中男性34773人，女性28664人；0—6岁人口6426人，其中男3206人，女3220人；识字率59.76%，其中男性为68.60%，女性为49.02%。

### 2011年
2011年，包括附属区在内，该市人口中男性为77,508人（占52%），女性为72,690人（占48%）。
0至6岁人口为25,102人（占总人口的16.7%），其中男童13,528人（占54%），女童11,574人（占46%）。
六岁以上人口的识字率为73.8%，其中男性为81.0%，女性为66.2%。